# Вијано (Кјети)
Вијано (итал. Viano) је насеље у Италији у округу Кјети, региону Абруцо.
Према процени из 2011. у насељу је живело 71 становника. Насеље се налази на надморској висини од 374 м.